# TVT Records
TVT Records was een Amerikaans platenlabel dat in 1985 in New York werd opgericht door Steve Gottlieb. Het label was verantwoordelijk voor zo'n 25 gouden en platina albums. Bij het label waren bands en artiesten aangesloten in diverse genres waaronder The KLF, Nine Inch Nails, Pitbull en Ja Rule.
Tussen 2000 en 2007 raakte TVT betrokken in diverse rechtszaken en conflicten met artiesten. In 2007 verloor TVT een rechtszaak van Slip-N-Slide Records. Dit leidde tot het faillissement van TVT. In 2008 werden de bezittingen van het bedrijf overgenomen door The Orchard.